# Sandra Stinnett
Pour les articles homonymes, voir Stinnett (homonymie).
Sandra Sue Stinnett est une statisticienne américaine spécialisée dans les biostatistiques de l'ophtalmologie. Elle est professeure agrégée dans les départements de biostatistiques et bioinformatiques et d'ophtalmologie de l'École de médecine de l'université Duke (en).

## Biographie

### Éducation
Sandra Stinnett étudie la psychologie à l'Université de Houston. Après avoir obtenu son diplôme en 1970, elle commence à suivre des cours de mathématiques à l'université (une matière qui n'était pas prévue dans son cursus) afin d'améliorer ses perspectives d'emploi. Parallèlement, elle commence à apprendre l'espagnol.
En 1973, elle commence un programme de maîtrise en biométrie à l'École de santé publique de l'Université du Texas. Ses recherches dans le programme impliquent de se rendre au Panama pour étudier la tension artérielle des afro-panamaniens (en). Elle obtient une maîtrise en 1977, avec une thèse sur la régression vers la moyenne dans la mesure séquentielle de la pression artérielle. Elle reste ensuite à l'école en tant qu'épidémiologiste. En 1981, Stinnett déménage en Caroline du Nord et en 1982, elle entre dans le programme de doctorat en biostatistique à l'école de santé publique de l'université de Caroline du Nord. Après avoir quitté le programme pour faire du conseil statistique pour Quintiles et Rho et étudier l'espagnol en Espagne, elle termine son doctorat en 1993. Sa thèse porte sur la colinéarité dans les modèles mixtes, recherche conseillée par Ronald W. Helms.

### Carrière
En 1994, elle rejoint l'université Duke en tant que professeure adjointe de recherche en médecine communautaire et familiale et devient directrice des opérations statistiques de l'institut de recherche de l'université. Elle passe de la médecine communautaire et familiale à la biostatistique et à la bioinformatique en 2000, et devient affiliée au département d'ophtalmologie en 2001. Puis, elle obtient le poste de professeure de rang régulier en 2007, et est promue professeure agrégée en 2014.
Sandra Stinnett est présidente du Caucus for Women in Statistics en 1997. Elle préside aussi le Comité sur les femmes dans les statistiques et la section sur la consultation ctatistique de l'Association Statistique Américaine[Quand ?].